# Федько, Валентина Тимофеевна
Валентина Тимофеевна Федько (20 ноября 1913, Кременчуг, Полтавская губерния — 31 января 2006, Кременчуг, Полтавская область) — советский и украинский врач, Заслуженный врач УССР (1960), автор нескольких книг.

## Биография
Валентина Тимофеевна Федько (урождённая Волкова) родилась в 1913 году в Кременчуге. В 1935 году поступила на педиатрический факультет Харьковского медицинского института. Окончила образование в 1940 году, после чего начала работать педиатром в Кременчугской детской больнице. 
В период Великой Отечественной войны Кременчуг был оккупирован немецкими войсками, Валентина Тимофеевна была эвакуирована в город Уральск Западно-Казахстанской области. В Уральске врач занимала должность ординатора детской больницы. 
Вернувшись в Кременчуг в 1944 году, Федько возглавила Кременчугскую детскую консультацию, совмещая эту работу с должностью врача в Доме ребенка. В 1949 году Валентина Ивановна была назначена директором Кременчугского медицинского училища, и занимала эту должность до 1970 года. 
В 1994 году Федько было присвоено знание почётного гражданина Кременчуга, за вклад в организацию городской системы здравоохранения. Валентина Тимофеевна также стала автором четырёх книг по истории медицины города.
Умерла 31 января 2006 года в родном Кременчуге.

## Память

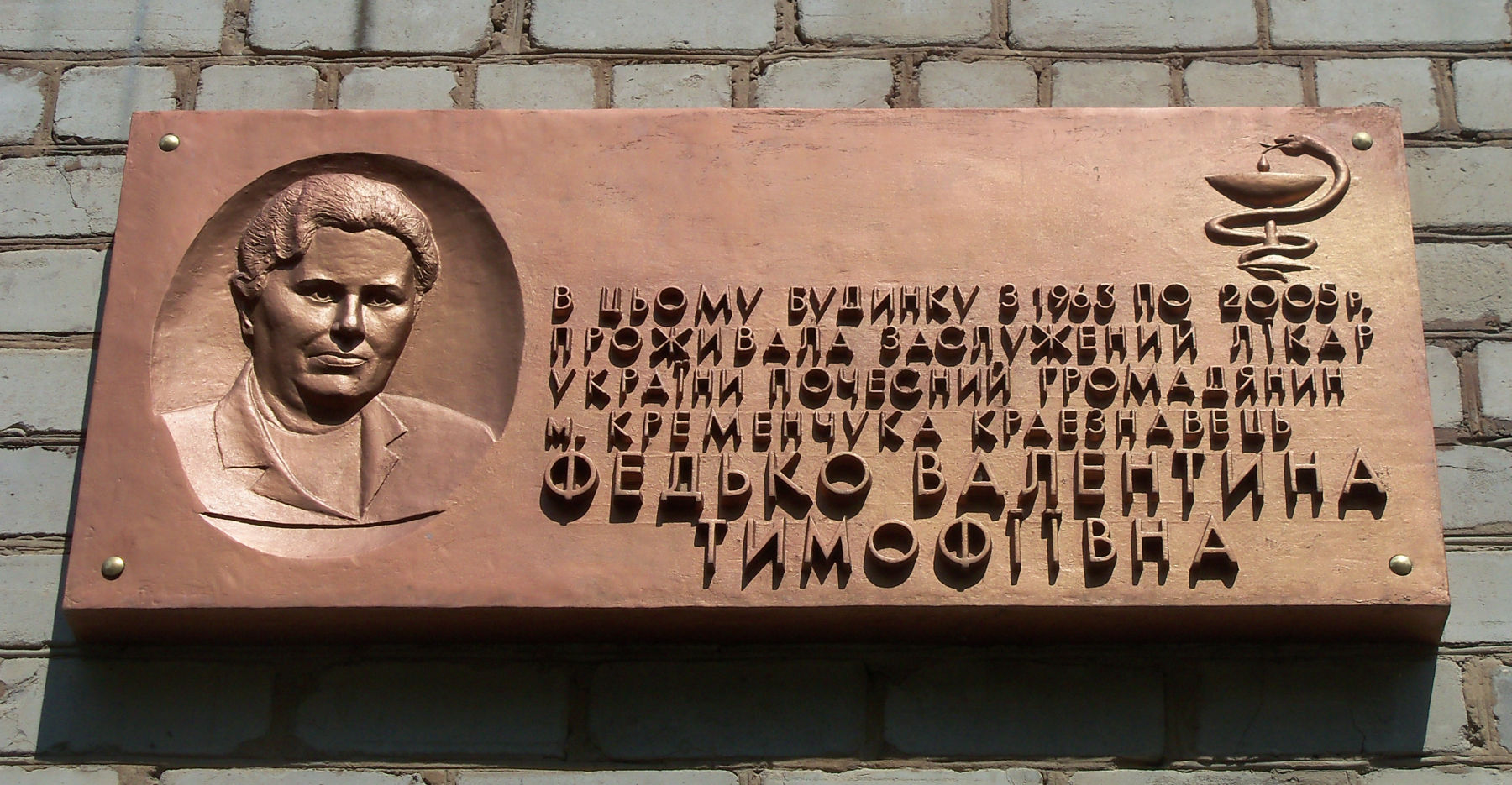
Памятная доска в Кременчуге

В 2008 году было принято решение об установке в городе Кременчуг на доме номер 20 по бульвару Пушкина, где долгое время жила Федько, памятной доски. Открытие доски состоялось в 2009 году.